# 2014년 5월 2일 오데사 충돌
2014년 우크라이나 친러시아 시위의 일부로, 2014년 5월 2일 우크라이나 오데사에서 친우크라이나 시위대와 친러시아 무장 단체 사이 2014년 오데사 충돌(우크라이나어: Протистояння в Одесі 2 травня 2014)이라고 부르는 유혈 사태가 발생했다.

## 배경
유로마이단 시위와 2014년 우크라이나 혁명 이후 러시아어권인 남부 우크라이나와 동부 우크라이나에서의 대규모 사회적 불안이 발생했다. 오데사주에서는 산발적인 안티마이단 시위가 있었으며 오데사 인민 공화국 설립 시도도 이루어졌지만, 대부분은 평화로운 상태에 있었다. 도네츠크주의 상황이 도네츠크 인민 공화국이 독립하는 등 매우 악화되자, 친우크라이나 시위대가 오데사에서 연합 집회를 열기로 결정했다.

## 전개
FC 초르노모레츠 오데사와 FC 메탈리스트 하르키우 팬 연합을 포함한 1,500명이 오데사의 소보르나야 광장에 모여서 '국가 단결을 위한 행진'이 시작되었다. 지역 정부에 따르면, 도시로 접근하는 친러시아 분리주의자들을 싣은 버스가 억류되었다고 밝혔다. 탑승한 그룹들은 즉시 즉시 경찰 고위 관계자의 명령으로 도시에서 내보내졌다.

### 충돌의 상승
이 집회는 나중에 야구방망이로 무장한 친러시아 무장 세력의 공격을 받았다. 이 과정 중에 수십 명이 사망했다. 양측은 오후 내내 도시 전역에서 돌과 화염병을 던지고 바리케이드를 세우고 회전을 하는 등 거대한 전투가 이루어졌다. 분리주의자 세력이 무장하면서 자동 소총을 발포하여 친우크라이나 시위대가 처음으로 부상을 입었다.

### 무역 연합 빌딩의 방화

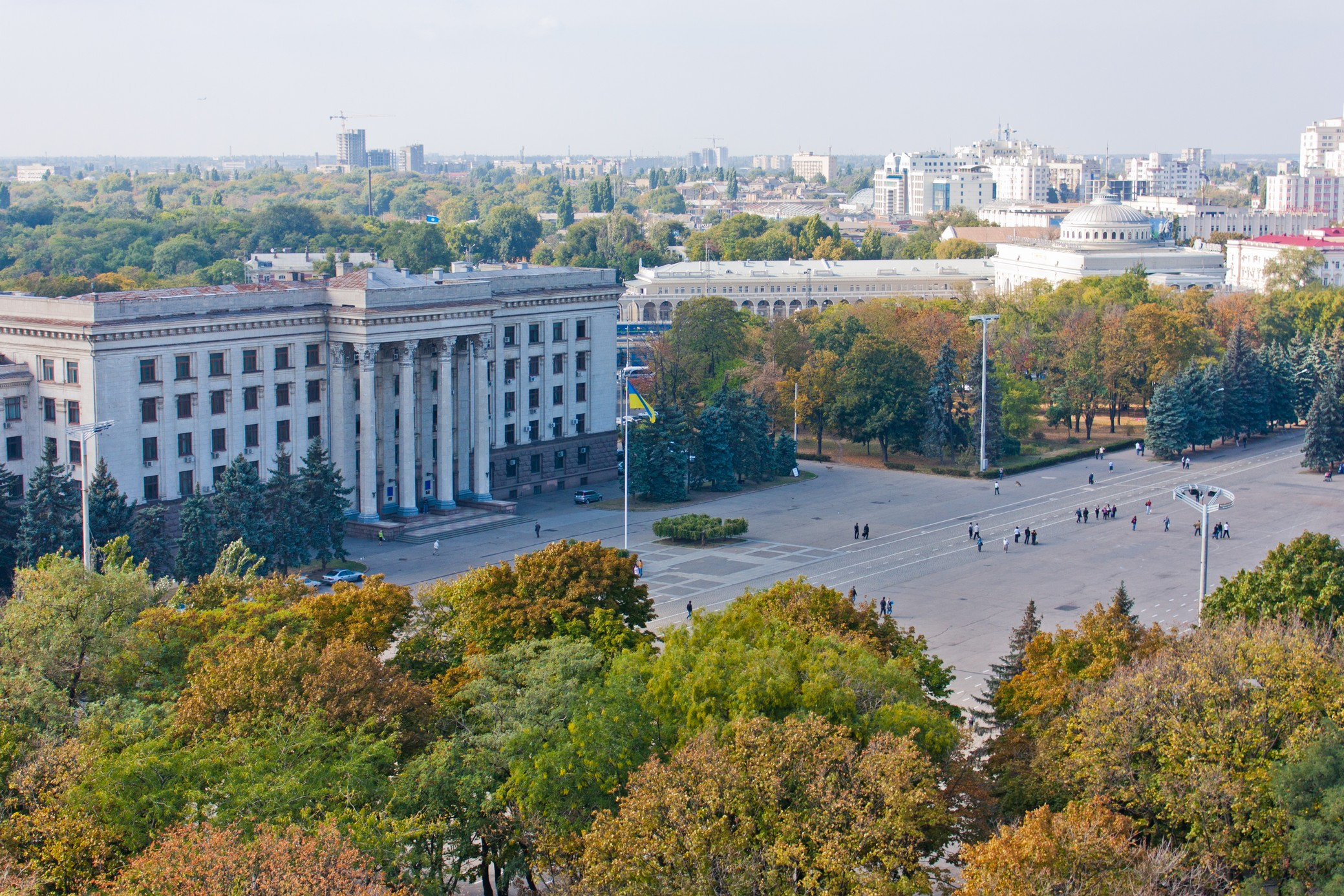
친러시아 시위 이전의 오데사 무역 연합 빌딩의 모습.

친러시아 무장 세력은 나중에 친우크라이나 시위대를 압도하면서, 누군가가 무역 연합 빌딩 밖의 들판에 불을 질렸다. 이후 친러시아 시위대가 압박하면서 건물에 진입하고 점령했다. 이 건물은 5층으로, 오데사 지역 노동 연맹의 본부였다. 이 건물은 오데사의 중심인 쿠리코보 구에 있었다.
건물을 방어하는 동안, 지붕의 무장세력이 시위대에게 돌과 화염병을 던지면서 계속해서 발포했다. 발포가 이루어진 이후, 친우크라이나 시위대들은 발포가 이루어지는 장소에 화염병을 집중적으로 던지기 시작했다. 2층과 3층에서 화재가 시작하면서, 건물 전체로 퍼지기 시작했다. 소방차 및 소방관 13명을 급히 파견했지만, 건물 주변에 있던 사람들이 화재 진압을 방해했다. 다른 곳에 있던 무장 세력이 창문에서 뛰어내렸지만, 지붕에 있던 친러시아 무장 세력 50명은 바리케이브 밖으로 떠나는 것을 거부했다. 무역 연합 빌딩에 갇힌 31명은 불에 타 죽었다.

## 사상자
전체적으로, 충돌 결과 43명이 사망했다. 경찰은 이 중 3명 이상이 총격으로 사망했다고 말했다. 병원 직원은 174명이 부상을 입었다고 보고했고, 25명이 중태에 빠졌다. 충돌 결과 130명이 구금되었으며, 불타는 건물에서 탈출한 무장 세력 38명은 경찰에게 체포되었다.
TSN 기자는 화재로 사망한 사람들 중 15명은 러시아인이고 5명은 트란스니스트리아인이라고 밝혔다. 우크라이나 내무부는 대부분의 사망자 신원 및 국적은 밝혀지지 않았다면서 이에 반박했다..
오데사 주의 주지사인 블라디미르 네미로프스키(우크라이나어: Немировський Володимир Леонідович)는 경찰은 자신들의 임무를 완수하는 데 충돌을 피할 수 있었다고 언급했으며, 대립을 선동하고 분리주의자들에게 충성을 바친 뇌물을 수수한 경찰들을 비난했다. 몇몇 경찰들은 친러시아 무장 단체가 착용했던 붉은 완장을 걸치고 있었다.

## 여파
오데사 도시는 충돌 과정에서 목숨을 잃은 사람들에게 3일간 국가 애도의 날로 선포했다. 우크라이나의 대통령 권한대행 올렉산드르 투르치노우는 충돌 과정에서 사망한 사람들과, 도네츠크주의 2014년 슬로뱐시크 전투에서 사망한 사람들을 위해 이틀간 애도의 날을 선포했다.
친러시아계와 친우크라이나계 모두 충돌 이후 하루 동안 타 버린 무역 연합 빌딩에 모였다. 약 2,000명의 친러시아 시위대가 "오데사는 러시아의 도시다"를 외치면서 모여들었다. 강력한 경찰이 출동했으며 시위대와 경찰 사이 약간의 몸싸움이 있었다.
이후 내무부가 실시한 조사에서 체포되었던 172명의 대부분은 러시아 국민과 트란스니스트리아 국민이었던 것으로 확인되었다. 경찰은 체포 다시 매우 많은 총기를 압수했다. 우크라이나 보안원(SBU)에 따르면, 앞서 일어났던 충돌은 러시아인 및 트란스니스트리아인들의 "불법 군사 단체"가 모여 일으킨 것으로 확인했다.